# FCゴウディアテネ

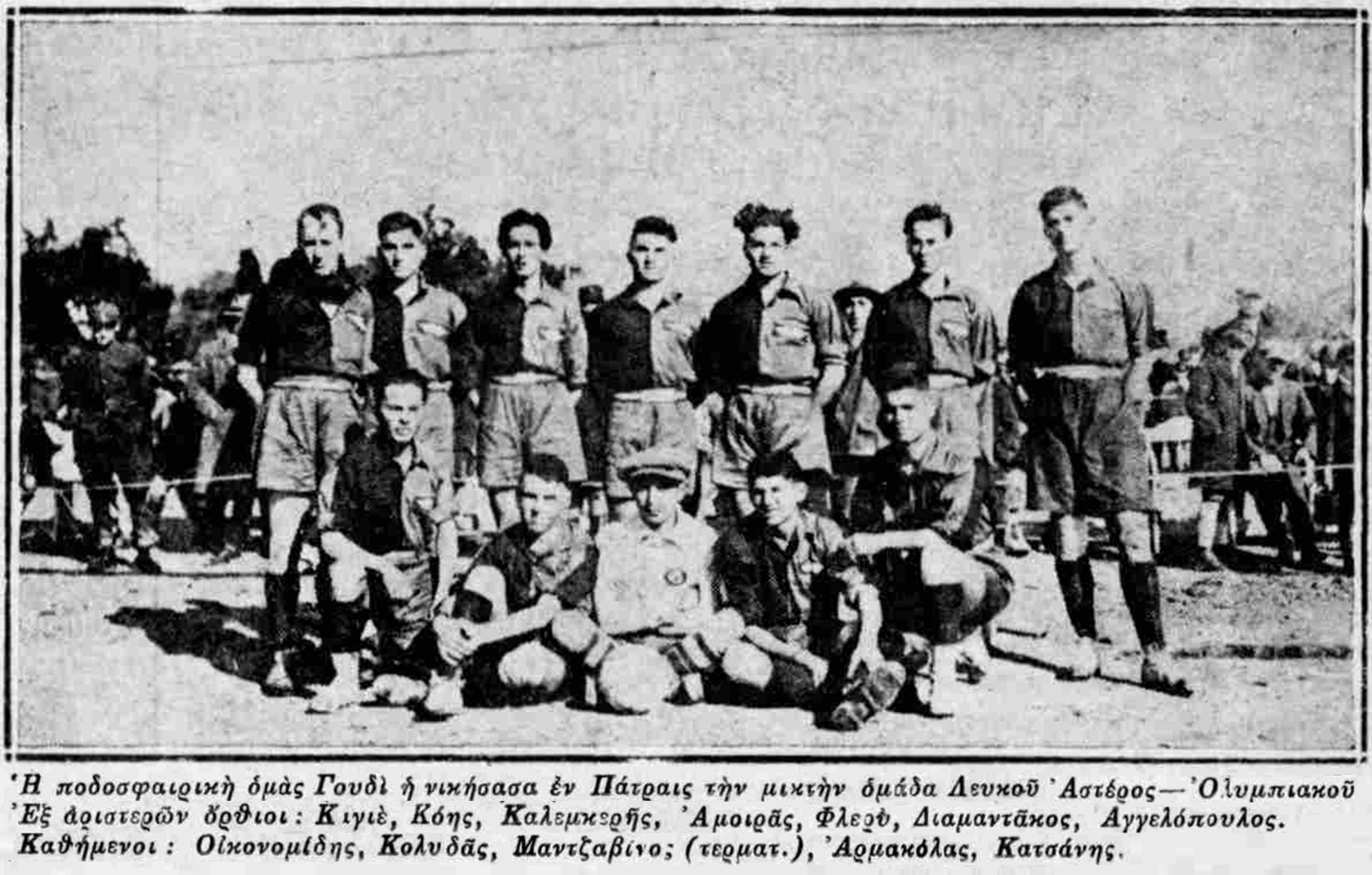
The team of 1926

FCゴウディアテネ（ギリシア語:Σ.Π. Γουδί）は、 ギリシャのアテネに本拠地を置いていたサッカークラブ。ギリシャ・スーパーリーグの前身であるパンヘレニック選手権で3回優勝した古豪。ギリシャで最初にクラブ専用のスタジアムを建設したサッカークラブと考えられている。

## タイトル
- パンヘレニック選手権：3回
  - 1907-08, 1909-10, 1912